# Большаков, Станислав Владимирович
Станислав Владимирович Большаков (29 августа 1986, Брежнев, Татарская АССР, РСФСР, СССР — 19 сентября 2023, Донецкая область) — российский военнослужащий, сержант, заместитель командира взвода 7-й парашютно-десантной роты 217-го гвардейского парашютно-десантного полка 98-й гвардейской воздушно-десантной дивизии Воздушно-десантных войск. Герой Российской Федерации (2024, посмертно).

## Биография
Родился 29 августа 1986 года в городе Брежнев (Набережные Челны).
С 1-7 класс учился в средней общеобразовательной школе № 8 города Елабуга Республики Татарстан, с 8-11 класс продолжил обучение в другой школе города Янаул Республики Башкортостан. После школьного обучения поступил в профессиональное училище № 101 в селе Прогресс, которое окончил в 2004 году, получив специальность водителя.
После училища, в этом же году был призван на срочную службу в Вооружённые силы Российской Федерации. Позже и вовсе остался в армии где служил, затем перешёл на контрактную службу. За военную деятельность проходил путь от водителя роты материального обеспечения до заместителя командира взвода.
В 2014 году принимал участие в российской войне на востоке Украины. 18 сентября 2023 года в ходе полномасштабного российского вторжения в Украину руководил действиями штурмовой группы по захвату опорного пункта на территории Донецкой области и был тяжело ранен (причём на поле боя получал ранения неоднократно). На следующий день 19-го сентября 2023 года от полученных ранений скончался. Похоронен 30 сентября 2023 года на новом кладбище в городе Кохма Ивановской области.

## Звания и награды
- Герой Российской Федерации (Указом Президента Российской Федерации «закрытым» от 26 февраля 2024 года за мужество и героизм, проявленные при исполнении воинского долга, гвардии сержанту Большакову Станиславу Владимировичу присвоено звание Героя Российской Федерации, посмертно).
- Орден Генерала Шаймуратова (посмертно).
- Орден Мужества (посмертно).
- Другие награды.

## Память
- 8 мая 2024 года в честь Героя С. В. Большакова в городе Янаул была открыта мемориальная доска на здании школы, а также именная парта внутри неё[2].
- 7 мая 2024 года в честь Героя С. В. Большакова на здании школы в городе Елабуга была открыта мемориальная доска[источник не указан 123 дня].
- В 2024 году в честь Героя С. В. Большакова была открыта мемориальная доска на здании в городе Иваново[3].
- В 2024 году была открыта вторая мемориальная доска в честь Героя С. В. Большакова на одном из зданий города Иваново[4].
- В 2024 году была переименована улица в честь Героя С. В. Большакова в городе Иваново[источник не указан 123 дня].